# Flinders island
Flinders island (Yalgawarra) är ett utdött australiskt språk. Flinders island talades i Queensland. Flinders island tillhörde de pama-nyunganska språken.